# Греция на летних Олимпийских играх 1920
Греция принимала участие в Летних Олимпийских играх 1920 года в Антверпене (Бельгия) в шестой раз за свою историю, и завоевала одну серебряную медаль.

## Серебро
- Стрельба, мужчины — Александрос Теофилакис, Яннис Теофилакис, Йоргиос Морайтинис, Йоргиос Вафиадис и Ясон Заппас.